# Chlamydotis
Chlamydotis és un gènere d'ocells de la família dels otídids (Otididae). Aquests piocs salvatges habiten zones àrides des de les Illes Canàries, a través del nord d'Àfrica, Turquia i Orient Pròxim, fins a Balutxistan, Mongòlia i Oest de la Xina.
El gènere va ser establert pel naturalista francès René Primevère Lesson el 1839 i només incloïa una espècie que abans es descrivia al gènere Otis. El nom del gènere Houbara va ser utilitzat per Charles Lucien Bonaparte però aquest va ser abandonat, sent un nomen nudum, ja que no seguia els requisits dels noms zoològics. El de MacQueen els va dividir en funció de la visualització distintiva, les diferències en els colors de les plomes i sobre la base de diferències genètiques ben establertes. Les dues espècies es van separar durant un període d'aridesa extrema fa uns 0,9 milions d'anys.

## Taxonomia
Segons la classificació del Congrés Ornitològic Internacional (versió 2.5, 2010) aquest gènere conté dues espècies:
- Hubara africana (Chlamydotis undulata).[3]
- Hubara asiàtica (Chlamydotis macqueenii).[4]

Ambdues espècies eren considerades conespecífiques.